# 1759 az irodalomban
Az 1759. év az irodalomban.

## Megjelent új művek

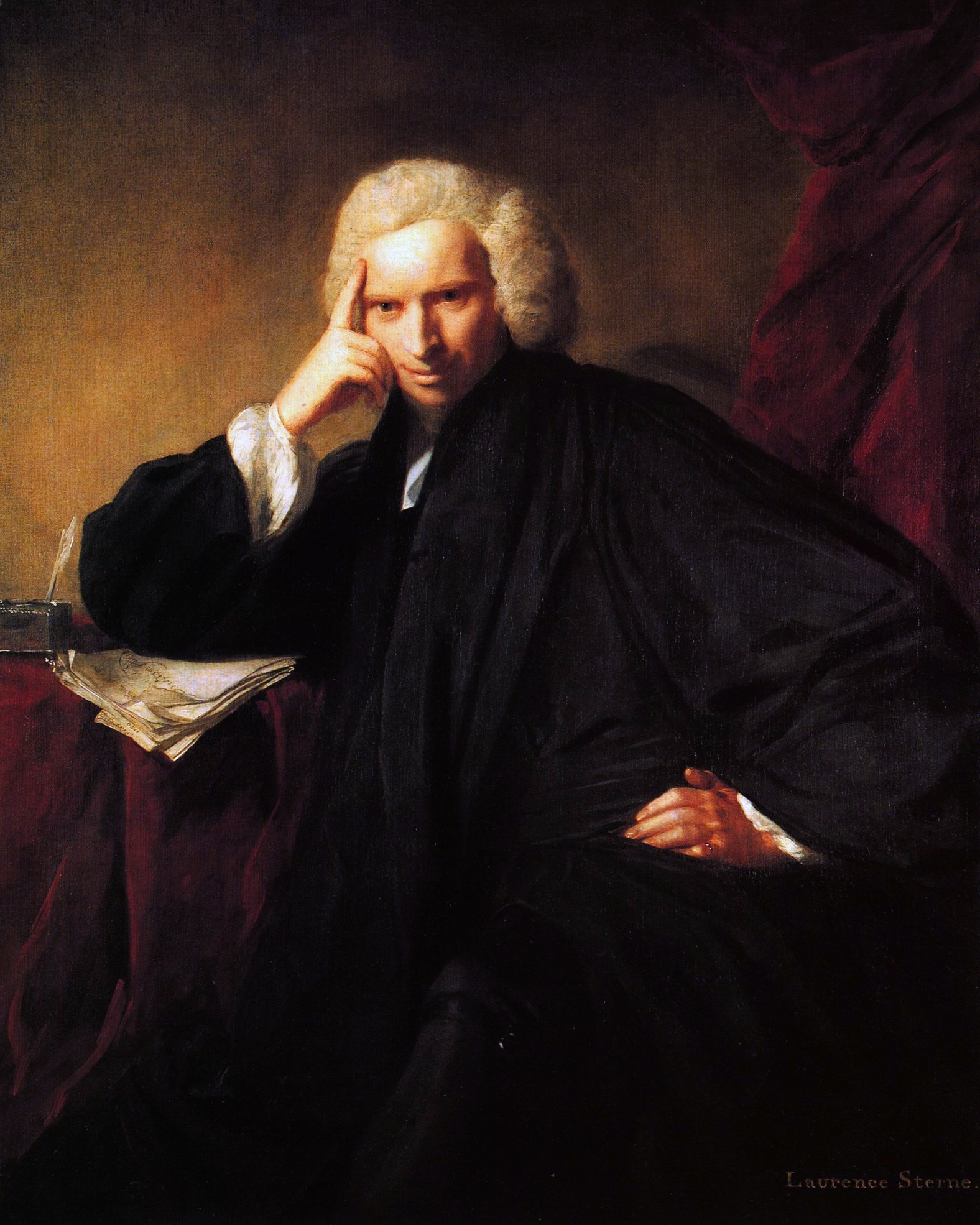
Laurence Sterne

- Laurence Sterne regénye, a Tristram Shandy úr élete és gondolatai, röviden: Tristram Shandy (The Life and Opinions of Tristram Shandy, Gentleman) első két kötete. Az utolsó kötet: 1767.
- Samuel Johnson filozófiai kisregénye: Rasselas, Prince of Abyssinia (Rasselas, Abesszínia hercege).
- Voltaire szatirikus regénye: Candide (Candide vagy az optimizmus, Candide ou l'Optimisme).

## Születések

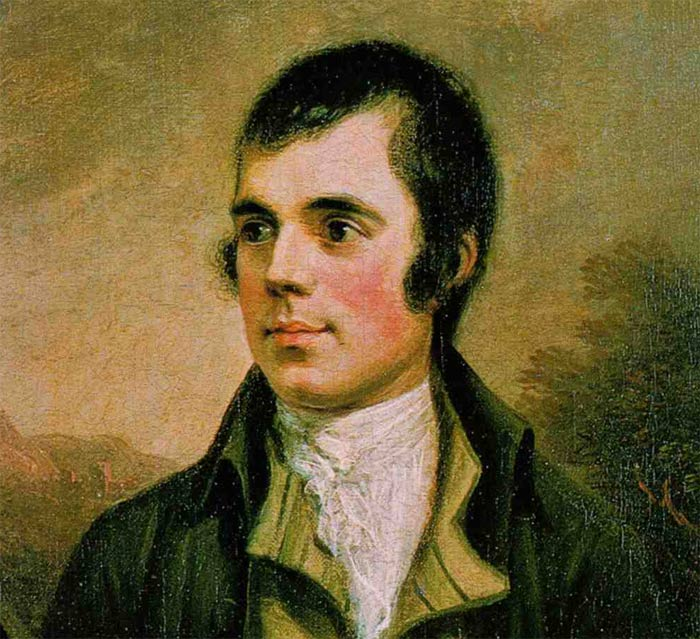
Robert Burns

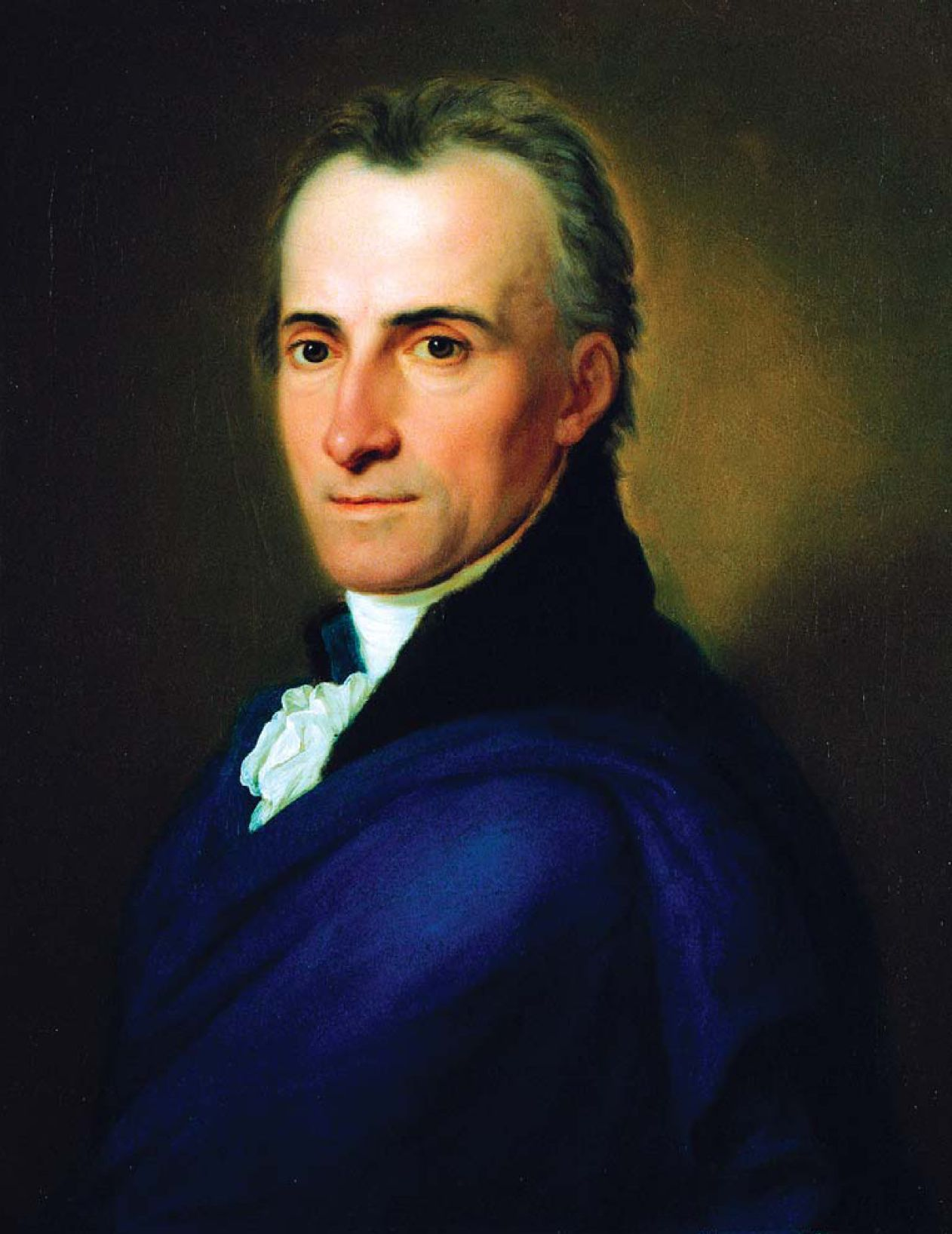
Kazinczy Ferenc (1812)

- január 25. – Robert Burns skót költő, dalszerző († 1796)
- március 29. – Alexander Chalmers skót életrajzíró, újságíró, kiadó és műkritikus  († 1834)
- április 19. – August Wilhelm Iffland német színész, intendáns és drámaíró volt († 1814)
- április 27. – Mary Wollstonecraft brit író, filozófus és feminista, az újkori nőjogi mozgalmak elindítója († 1797)
- október 27. – Kazinczy Ferenc magyar író, költő, a nyelvújítás vezéralakja, a reformkor előtti évtizedek irodalmának szervezője († 1831)
- november 10. – Friedrich Schiller német költő, drámaíró, filozófus, történész, Goethe mellett a weimari klasszikusok legfontosabb képviselője († 1805)
- 1759 – Pánczél Dániel újságíró, a Bécsi Magyar Merkurius és a Magyar Kurír szerkesztője († 1827)

## Halálozások
- július 29. – Bethlen Kata magyar író; „Önéletírása a magyar barokk memoár-irodalom utolsó nagyszabású alkotása, a műfaj hattyúdala.”[1] (* 1700)